# Базель-Муттенц-Сортувальний
47°32′01″ пн. ш. 7°38′53″ сх. д. / 47.533664° пн. ш. 7.648073° сх. д.
Базель-Муттенц-Сортувальний (нім. Rangierbahnhof Basel-Muttenz), офіційна назва Basel SBB RB — прикордонна сортувальна станція в Швейцарії. 

В основному використовується для формування вантажних поїздів в напрямку північ — південь, а не для сполучення всередині Швейцарії. 
Під орудою Відділу інфраструктури SBB (Операційний відділ).
Базель SBB RB спроектовано як двосторонню сортувальну станцію: паралельно пасажирській станції Муттенц, на півночі розташовані Базель SBB RB I для руху з півночі на південь (тобто для поїздів з Німеччини), Франції та Базельського порту) і Базель SBB RB II для руху з півдня на північ.

## Історія

Базель-Муттенц-Сортувальний, аерофотознімок (1956)

Сортувальна станція Базель-Муттенц I, побудована за проектом Альфреда Рамшеєра та відкрита в 1933 році, замінила вантажну станцію Базель-Вольф-Товарний, яка була відкрита 10 березня 1876 року та виконувала функції сортувальної станції. 

Через економічні негаразди будівництво Базель SBB RB II  відкладено в 1920-х роках до 1956 року; відкриття відбулося в 1976 році. 

## Технології
Сортувальна станція Базель-Муттенц побудована за класичною структурою з поділом на групу входу, групу направлення з сортувальною гіркою, станційну групу і групу виходу. 

Вантажні потяги з півночі досягають сортувальної станції через Базельську сполучну залізницю. 
Ця та сортувальна станція оснащена як швейцарською, так і німецькою залізничною сигналізацією, крім того німецьке струмозняття також підтримується. 
Це означає, що потяги з Німеччини можуть дістатися до сортувальної станції безпосередньо без переформування. 
Існує також сполучна лінія з Франції, яка проходить повз пасажирську станцію Базель SBB. 
Однак тут мають використовуватися двочастотні локомотиви, що можуть працювати нижче 16,7 Гц з німецьким PZB.